# Цишань
Циша́нь (кит. упр. 岐山, пиньинь Qíshān) — уезд городского округа Баоцзи провинции Шэньси (КНР). Уезд назван в честь гор Цишань.

## История
При империи Северная Вэй в 487 году была создана область Цичжоу (岐州), в которую вошли 3 округа и 9 уездов. Восточная часть современного уезда Цишань вошла в состав уезда Чжоучэн (周城县) округа Пинцинь (平秦郡), западная — в состав уезда Хуаншуй (横水县) того же округа, южная — в состав уезда Пинъян (平阳县) округа Уду (武都郡), северо-восточная — в состав уезда Мэйян (美阳县) округа Угун (武功郡). При империи Западная Вэй в 538 году округ Циньпин был переименован в округ Цишань (岐山郡), а уезд Пинъян — в уезд Мэйчэн (眉城县).
При империи Северная Чжоу в 574 году власти уезда Чжоучэн (занимал северную часть современного уезда Фуфэн и северо-восточную часть уезда Цишань) переехали в Мэйчэн, а прежний административный центр уезда вместе с прилегающей территорией был выделен в отдельный уезд Саньлун (三龙县), перешедший в состав округа Цишань.
При империи Суй округ Цишань был переименован в округ Фэнфу (扶风郡). В 596 году уезд Саньлун был переименован в уезд Цишань.
При империи Тан округ Фэнфу был расформирован, и была создана Фэнсянская управа (凤翔府), в подчинение которой перешёл уезд Цишань. В 620 году восточная часть уезда Цишань была выделена в отдельный уезд Вэйчуань (韦川县). В 633 году северо-восточная часть уезда Цишань была выделена в отдельный уезд Шанъи (上宜县), а также был создан уезд Циян (岐阳县). В 634 году к уезду Цишань был присоединён уезд Госянь (虢县). В 808 году был расформирован уезд Циян.
Во время гражданской войны эти места были заняты войсками коммунистов в июле 1949 года. В 1950 году был создан Специальный район Баоцзи (宝鸡专区), и уезд вошёл в его состав. В 1956 году Специальный район Баоцзи был расформирован, и уезд перешёл в прямое подчинение властям провинции Шэньси. В 1958 году были расформированы уезды Цишань и Линью, а их земли (а также часть уезда Мэйсянь, лежащая севернее реки Вэйхэ) были переданы в состав уезда Фэнсян. В январе 1961 году уезд Фэнсян вошёл в состав города Баоцзи. В сентябре 1961 года Специальный район Баоцзи был создан вновь, и воссозданный уезд Цишань вошёл в его состав. В 1969 году Специальный район Баоцзи был переименован в Округ Баоцзи (宝鸡地区). В 1971 году округ Баоцзи был опять расформирован, и уезд перешёл в подчинение властям города Баоцзи. В 1979 году округ Баоцзи был создан вновь, и уезд перешёл в подчинение властям округа.
В 1980 году были расформированы округ Баоцзи и город Баоцзи, и создан Городской округ Баоцзи; уезд вошёл в состав городского округа.

## Административное деление
Уезд делится на 9 посёлков.